# Долгий поцелуй на ночь
«Долгий поцелуй на ночь» (англ. The Long Kiss Goodnight) — фильм-боевик Ренни Харлина по сценарию Шэйна Блэка, вышедший на экраны в 1996 году. Главные роли исполнили Джина Дэвис и Сэмюэл Л. Джексон.

## Сюжет
Саманта Кейн — мать и школьная учительница, ведущая, на первый взгляд, нормальную жизнь в небольшом городке Хонздейл, штат Пенсильвания. Однако кроме последних восьми лет своей жизни, она ничего не помнит вследствие амнезии, полученной в результате несчастного случая. Однажды на неё напал сбежавший заключённый, от которого она успешно отбилась, бессознательно используя смертельные приёмы самозащиты.
Саманта наняла частного детектива Митча Хэнесси, чтобы помочь ей узнать правду о своём прошлом. Тот помог ей выйти на контакт с загадочным доктором Натаном Уолдмэном, который поведал ей, что её настоящее имя Чарлин (Чарли) Бэлтимор и что она — профессиональный убийца, работающий на ЦРУ. После этого на Саманту открывают охоту наёмные убийцы, а бывшие коллеги девушки оказываются террористами, которые устраивают теракты с помощью химического оружия. Понимая, что им не выйти на героиню, они похищают её дочку и угрожают убить, после чего берут в заложники саму Чарли и Митча. Террористы устанавливают бомбу в автомобиле и собираются взорвать её в центре города. Однако Чарли/Саманта освобождается и побеждает всех террористов. В финале героиня вскрывает вместе с Хэнесси кейс с деньгами, который когда-то сама спрятала, будучи агентом.

## В ролях
| Актёр              | Роль                                            |
| ------------------ | ----------------------------------------------- |
| Джина Дэвис        | Саманта Кейн / Чарлин Элизабет (Чарли) Бэлтимор |
| Сэмюэл Л. Джексон  | Митч Хэнесси                                    |
| Ивонна Зима        | Кейтлин Кейн                                    |
| Крейг Бирко        | Тимоти                                          |
| Том Амандес        | Хэл                                             |
| Брайан Кокс        | доктор Натан Уолдмен                            |
| Патрик Малахайд    | Лилэнд Перкинс                                  |
| Дэвид Морс         | Люк / Дедал                                     |
| Г.Д.Спрэдлин       | Президент                                       |
| Джозеф МакКенна    | одноглазый Джек                                 |
| Мелина Канакаредес | Трин                                            |
| Алан Норф          | Эрл                                             |
| Ларри Кинг         | в роли самого себя                              |

## Съёмки
Сценарий был написан Шейном Блэком, на начало 1990-х являвшимся самым высокооплачиваемым сценаристом Голливуда (гонорар за этот сценарий составил рекордные 4 млн долларов). Фильм был снят в Онтарио, провинции Канады. Большинство сцен было снято в канадских городах: Торонто, Гамильтон, Коллингвуд и других, из-за необходимости показать в кадре снежную зиму, однако несколько сцен было снято и в США.
В одной из самых ранних версий Митч Хенесси погибает, но во время тестового показа один из зрителей закричал: «Ты не можешь убить Сэма Джексона!», и Харлин изменил окончательный вариант так, чтобы персонаж Джексона выжил.

## Сборы
Премьера фильма получила 9 065 363 долл. США от 2245 кинотеатров, заняв третье место среди фильмов, выпущенных в те выходные. В Соединённых Штатах и Канаде фильм собрал 33 447 612долларов. На международном уровне картина заработала 56 009 149 долларов США, а общие мировые сборы составили 89 456 761 долларов США.

## Критика
Фильм получил в основном положительные отзывы. Его рейтинг одобрения был 69 % на Rotten Tomatoes на основе 54 отзывов. Аудитория, опрошенная CinemaScore, дала фильму средний балл «А-» по шкале от А + до F.
Кристина Джеймс из Boxoffice Pro дала фильму 3,5 (из 5) звёзд, назвав его «очень забавным», но полагая, что в сценарии есть некоторые недостатки.
Роджер Эберт дал фильму 2,5 из 4 звёзд, заметив: «Я восхищался им как примером мастерства, но сколько же времени и денег было потрачено на что-то совершенно нереалистичное», имея в виду некоторые трюковые сцены со взрывами.
В 2014 году Time Out провёл опрос нескольких кинокритиков, режиссёров, актёров и каскадёров, чтобы составить список своих лучших боевиков. Long Kiss Goodnight занял 82 место в этом списке.
Сэмюэл Л. Джексон заявил, что «Долгий поцелуй на ночь» — его любимый фильм, в котором он снимался.